# Luana Ravegnini
Luana Isabella Ravegnini (Roma, 5 settembre 1968) è una conduttrice televisiva, attrice e showgirl italiana.

## Biografia
Successivamente agli studi da odontotecnica e a una passione per la veterinaria, ha intrapreso la carriera di modella.  Ha studiato recitazione e danza, e ha lavorato prima nella pubblicità e poi nel cinema e nella televisione. Il suo debutto televisivo è avvenuto nel 1987 quando è fra le "ragazze Coccodè" di Indietro tutta!, trasmissione di Renzo Arbore. Scelta a un provino da Corrado (che le fa usare il secondo nome Isabella poiché Luana avrebbe ricordato la pornostar Luana Borgia) diviene nota al grande pubblico nel 1991, quando entra nel cast de Il pranzo è servito, poi condotto da Claudio Lippi con il quale lavorerà in vari programmi negli anni seguenti.
In seguito conduce 6 del mestiere?! su Canale 5, Casa! Cosa? su Telemontecarlo e Jammin su Italia 1. Sulla Rai conduce Sereno variabile su Rai 2, alcune trasmissioni sportive di ciclismo su Rai 3, mentre su Rai 1 è alla conduzione di Lascia o raddoppia?, Luna Park, Sanremo Giovani, Pole Position (tra il 1999 e il 2002) ed Easy Driver tra il 2001 ed il 2002. Nell'estate 2003 conduce su Rai 2 insieme a Paolo Brosio il programma Quizzauto, in onda il sabato pomeriggio, dedicato al mondo della viabilità.
Come attrice ha lavorato sul grande schermo in Caramelle da uno sconosciuto di Franco Ferrini, in Quelli del casco di Salce, in Paganini Horror di Luigi Cozzi, in Faccione di Christian De Sica ed in Paparazzi di Neri Parenti; sul piccolo schermo è stata nel cast del serial tedesco Il jolly e di Un posto al sole su Rai 3. Nel 2003 si è spogliata – anche se non integralmente – per un calendario sexy. Dal 2009 è giornalista pubblicista, iscritta all'Ordine dei giornalisti del Lazio.
Dopo la maternità, si trasferisce con il compagno in Inghilterra e le sue apparizioni pubbliche calano. Il ritorno in TV avviene nel 2006, quando è tra le conduttrici della versione estiva de L'Italia sul 2, in onda su Rai 2. Dal gennaio 2010 conduce Storie di salute, su Rai 2 dalle ore 9:00 alle 9:45 nei giorni feriali. Nel 2011 conduce Due passi in Italia su Rai 2. Dal 25 settembre 2021 torna a condurre lo storico programma Check-up in onda il sabato mattina su Rai 2 dalle ore 11:15 alle 12:00.

### Vita privata
Ha avuto una lunga relazione con Claudio Lippi; successivamente, dalla relazione con Renato Della Valle, ha avuto una figlia. Dopo esser cresciuta in una famiglia cattolica, si è ravvicinata alla fede grazie al marito.

## Televisione
- Indietro tutta! (Rai 2, 1987-1988)
- Lascia o raddoppia? (Rai 1, 1989)
- Il pranzo è servito (Canale 5, 1990-1992; Rete 4, 1993)
- La cena è servita (Rete 4, 1992-1993)
- Sereno Variabile (Rai 2, 1993-1994)
- Casa: Cosa? (Telemontecarlo, 1994-1995)
- Estate al Luna Park (Rai 1, 1995)
- Sanremo Giovani (Rai 1, 1995)
- 1º Festival degli autori (Cinquestelle, 1995)
- Festival di Sanremo (Rai 1, 20/02/1996) – Inviata giuria demoscopica Aosta
- Simpaticissima (Canale 5, 1996) – Concorrente
- Mai dire Gol (Italia 1, 2 e 9 dicembre 1996)
- Jammin (Italia 1, 1997)
- 6 del mestiere?! (Canale 5, 1997)
- Trenta ore per la vita (Rete 4, Canale 5, Italia 1, 1997) – Inviata
- rubriche RaiSport Ciclismo (Rai 3, 1999-2000)
- Pole Position (Rai 1, 1999-2002)
- Sanremo... sul mare luccica (Rai 1, 2000)
- Easy Driver (Rai 1, 2001-2002)
- Tanti auguri Italia (Rai 1, 2001-2002) – Inviata
- Baciami Versilia (Rai 1, 2002)
- Quizzauto (Rai 2, 2003)
- Vivere in salute - Cent’anni e più (Rai 2, 2005)
- Premio internazionale della Libertà (Rai 2, 2004-2005, 2010)
- L'Italia sul 2 Estate (Rai 2, 2006)
- Storie di Salute (Rai 2, 2009-2010)
- Due passi in Italia (Rai 2, 2011)
- Check-up (Rai 2, 2021-2023; Rai 1, dal 2023)

## Filmografia
- Caramelle da uno sconosciuto, regia di Franco Ferrini (1987)
- Quelli del casco, regia di Luciano Salce (1988)
- Paganini Horror, regia di Luigi Cozzi (1988)
- Faccione, regia di Christian De Sica (1991)
- Un posto al sole – serie TV (1996)
- Paparazzi, regia di Neri Parenti (1998)

## Teatro
- Canzonando, di e con Vittorio Marsiglia (1994)

## Pubblicità
- Dentifricio AZ tartar control (1991)

## Eventi
- Concerto delle donne (Palasport di Varazze, 8 marzo 1997)
- Premio Andersen - La notte delle favole (Piazza Martiri della Libertà a Rapallo, 31 maggio 1997)
- Giro Giro Fiat (Alba e Cuneo, maggio 1998)
- Gran Galà della Stampa del Festival di Sanremo (Sanremo, febbraio 2025)[6]